# WWE Women's Speed Championship
El WWE Women's Speed Championship (Campeonato Speed Femenino de WWE, en español) es un campeonato de Internet de lucha libre profesional creado y usado por la empresa estadounidense WWE que está disponible para luchadoras de todas las divisiones de marca de la empresa. Este campeonato fue anunciado y revelado el 9 de agosto de 2024 y, al igual que el campeonato masculino, tiene una estipulación en la que los combates tendrán un límite de tiempo de tres minutos y se transmitirán exclusivamente en el programa en línea mediante la plataforma de redes sociales X de WWE Speed. La campeona actual es Sol Ruca, quien se encuentra en su primer reinado.

## Historia
El 3 de abril de 2024, la promoción de lucha libre profesional estadounidense WWE lanzó Speed, una serie de videos semanales que se transmite exclusivamente en la plataforma de redes sociales X. El programa presenta combates entre luchadores de las tres marcas de la WWE (Raw, SmackDown y la división de desarrollo NXT) y los combates tienen un límite de tiempo de tres minutos para los episodios regulares. Originalmente, Speed solo presentaba combates con luchadores masculinos y los episodios especiales para el Campeonato de Speed de WWE tenían un límite de tiempo de 5 minutos.
El 1 de mayo de 2024, el director de contenido de WWE, Paul «Triple H» Levesque, reveló que el programa también incluiría luchas femeninas. Esto llevó a un anuncio oficial el 9 de agosto de 2024, en el que se reveló que un torneo por el Campeonato Speed Femenino de WWE iniciaría el 4 de septiembre de 2024 con un torneo de eliminación directa de 8 luchadoras para definir a la campeona inaugural.

## Torneo inaugural
Las participantes del torneo fueron reveladas el 23 de agosto de 2024.
|  | Primera Ronda                             | Primera Ronda                             | Primera Ronda                             |               |            | Semifinales                  | Semifinales                  | Semifinales                  |  |         | Final                        | Final                        | Final                        |  |
|  | Speed (del 4 al 26 de septiembre de 2024) | Speed (del 4 al 26 de septiembre de 2024) | Speed (del 4 al 26 de septiembre de 2024) |               |            | Speed (2 de octubre de 2024) | Speed (2 de octubre de 2024) | Speed (2 de octubre de 2024) |  |         | Speed (9 de octubre de 2024) | Speed (9 de octubre de 2024) | Speed (9 de octubre de 2024) |  |
|  |                                           |                                           |                                           |               |            |                              |                              |                              |  |         |                              |                              |                              |  |
|  |                                           |                                           |                                           |               |            |                              |                              |                              |  |         |                              |                              |                              |  |
|  | Lyra Valkyria                             | Lyra Valkyria                             | 2:15                                      |               |            |                              |                              |                              |  |         |                              |                              |                              |  |
|  | Lyra Valkyria                             | Lyra Valkyria                             | 2:15                                      |               |            |                              |                              |                              |  |         |                              |                              |                              |  |
|  | Iyo Sky                                   | Iyo Sky                                   | Pin                                       |               |            |                              |                              |                              |  |         |                              |                              |                              |  |
|  | Iyo Sky                                   | Iyo Sky                                   | Pin                                       |               | Iyo Sky    | Iyo Sky                      | Pin                          |                              |  |         |                              |                              |                              |  |
|  |                                           |                                           |                                           |               | Iyo Sky    | Iyo Sky                      | Pin                          |                              |  |         |                              |                              |                              |  |
|  |                                           |                                           | Naomi                                     | Naomi         | 2:36       |                              |                              |                              |  |         |                              |                              |                              |  |
|  | Blair Davenport                           | Blair Davenport                           | Naomi                                     | Naomi         | 2:36       | 2:37                         |                              |                              |  |         |                              |                              |                              |  |
|  | Blair Davenport                           | Blair Davenport                           |                                           |               |            |                              |                              |                              |  |         |                              |                              |                              |  |
|  | Naomi                                     | Naomi                                     | Sub                                       |               |            |                              |                              |                              |  |         |                              |                              |                              |  |
|  | Naomi                                     | Naomi                                     | Sub                                       |               |            |                              |                              |                              |  | Iyo Sky | Iyo Sky                      | 3:50                         |                              |  |
|  |                                           |                                           |                                           |               |            |                              |                              |                              |  | Iyo Sky | Iyo Sky                      | 3:50                         |                              |  |
|  |                                           |                                           | Candice LeRae                             | Candice LeRae | Pin        |                              |                              |                              |  |         |                              |                              |                              |  |
|  | Elektra Lopez                             | Elektra Lopez                             | Candice LeRae                             | Candice LeRae | Pin        | 2:32                         |                              |                              |  |         |                              |                              |                              |  |
|  | Elektra Lopez                             | Elektra Lopez                             |                                           |               |            |                              |                              |                              |  |         |                              |                              |                              |  |
|  | Kairi Sane                                | Kairi Sane                                | Pin                                       |               |            |                              |                              |                              |  |         |                              |                              |                              |  |
|  | Kairi Sane                                | Kairi Sane                                | Pin                                       |               | Kairi Sane | Kairi Sane                   | 2:37                         |                              |  |         |                              |                              |                              |  |
|  |                                           |                                           |                                           |               | Kairi Sane | Kairi Sane                   | 2:37                         |                              |  |         |                              |                              |                              |  |
|  |                                           |                                           | Candice LeRae                             | Candice LeRae | Pin        |                              |                              |                              |  |         |                              |                              |                              |  |
|  | Candice LeRae                             | Candice LeRae                             | Candice LeRae                             | Candice LeRae | Pin        | Pin                          |                              |                              |  |         |                              |                              |                              |  |
|  | Candice LeRae                             | Candice LeRae                             |                                           |               |            |                              |                              |                              |  |         |                              |                              |                              |  |
|  | Piper Niven                               | Piper Niven                               | 2:37                                      |               |            |                              |                              |                              |  |         |                              |                              |                              |  |
|  | Piper Niven                               | Piper Niven                               | 2:37                                      |               |            |                              |                              |                              |  |         |                              |                              |                              |  |
|  |                                           |                                           |                                           |               |            |                              |                              |                              |  |         |                              |                              |                              |  |

## Campeonas

La campeona actual, Sol Ruca.

La primera campeona fue Candice LeRae, quien se impuso a Iyo Sky en la final del torneo inaugural. Desde entonces, ha habido 2 campeonas en igual número de reinados.

### Campeona actual
La campeona actual es Sol Ruca, quien se encuentra en su primer reinado. Ruca ganó el título tras derrotar a la excampeona Candice LeRae el 11 de abril de 2025, lucha emitida el 16 de abril.
Ruca registra hasta el 15 de agosto de 2025 las siguientes defensas emitidas:
1. vs. Ivy Nile (23 de mayo de 2025 -emitida el 28 de mayo-, Speed)
2. vs. Alba Fyre (8 de julio de 2025 -emitida el 9 de julio-, Speed)

### Lista de campeonas
| N.º           | Campeona      | Lucha                | Lucha  | Lucha                | Estadísticas | Estadísticas | Estadísticas      | Notas y referencias |
| N.º           | Campeona      | Fecha                | Evento | Ubicación            | Reinado      | Días         | Días rec. por WWE | Notas y referencias |
| ------------- | ------------- | -------------------- | ------ | -------------------- | ------------ | ------------ | ----------------- | --- |
| WWE Raw       |               |                      |        |                      |              |              |                   | |
| WWE SmackDown |               |                      |        |                      |              |              |                   | |
| WWE NXT       |               |                      |        |                      |              |              |                   | |
| 1             | Candice LeRae | 4 de octubre de 2024 | Speed  | Nashville, Tennessee | 1            | 189          | 188               | Derrotó a Iyo Sky en la final del torneo para convertirse en la campeona inaugural el 4 de octubre de 2024. WWE reconoce que el reinado de LeRae inicia el 9 de octubre, cuando el episodio fue transmitido en diferido. |
| 2             | Sol Ruca      | 11 de abril de 2025  | Speed  | Seattle, Washington  | 1            | 126+         | 121+              | La lucha se realizó el 11 de abril de 2025, pero WWE reconoce el inicio del reinado a partir del 16 de abril, cuando el combate fue emitido en diferido.                                                                 |

### Total de días con el título
La siguiente lista muestra el total de días que una luchadora ha poseído el campeonato si se suman todos los reinados que posee. Actualizado a la fecha del 15 de agosto de 2025.
| + | Indica a la campeona actual. |

| N.º | Luchadora     | Reinados | Días combinados | Reconocidos por WWE |
| --- | ------------- | -------- | --------------- | ------------------- |
| 1   | Candice LeRae | 1        | 189             | 188                 |
| 2   | Sol Ruca      | 1        | 126+            | 121+                |